# فطريات زقية
الفُطريات الزِقّيّة أو الفطريات الزقية البدائية أو الفُطريات الكيسية أو الزِقّيّات (الاسم العلمي: Ascomycota) هي إحدى الشعبتين اللتان تؤلفان تحت مملكة ثنائيات النوى ضمن الفطريات.
تعيش الفطريات الزقية في بيئات مختلفة وفي معظم فصول السنة، وتعيش معيشة رمية وبعضها تكافلية والبعض الآخر يعيش متطفلا إما اختياريا أو قهريا، وتختلف هذه الفطريات بشكل كبير في شكلها الخارجي والتركيب الداخلي وحتى في طريقة التغذية كما ورد أعلاه، إلا أنها تتحد في صفة واحدة وهي التكاثر الجنسي بتكوين أبواغ زقية (جراثيم كيسية) داخل الأكياس الزقية ومن هنا نبع الاسم، كما أنها تتكاثر لا جنسيا بتكوين الأبواغ الكونيدية.

## أنواعها
تضم عددا كبيرا من الأنواع تتراوح ما بين ( 25000-30000 ) وهي واسعة الانتشار في الطبيعة وتوجد في بيئات مختلفة من العالم في معظم فصول السنة.

## نظرة عامة
تكون هذه الفطريات عند نموها ثمارا زقية بأحجام واضحة للعين المجردة وأشكال محدودة إما تكون على سطح الأرض أو ثمارا زقية تحت سطح الأرض كما في فطر الكمأة وتسبب أمراضا كذلك للإنسان مثل الأمراض الجلدية والباطنية والتهابات في الجهاز التنفسي.
ومن أنواعه فطر الخمائر وكذلك فطر البنيسيليوم الذي له القدرة على إنتاج المضاد الحيوي المورق بالبنسلين.

## التكاثر
يتم التكاثر في بعض الأنواع بطريقة لا جنسية بتكوين كونيدات وبعض الأنواع يتكاثر بطريقة جنسية عن طريق الجراثيم الزقية وتوجد داخل أكياس خاصة تعرف بالأكياس الزقية.
ولهذه الطائفة من الفطريات أهمية اقتصادية حيث إن بعض أنواعها يدخل في بعض صناعات الأغذية والبعض منها يستعمل كغذاء ومنها
الكمأة والغوشنة الحلوة.

## الشعيبات
تضم شعبة الفطريات الزقية ثلاث شعيبات رئيسية هي:
- الفنجانينية
- السكيرينية
- المخندقينية

## طوائف
لا توجد طوائف تتبع شعبة أو مباشرة ولكن تنقسم شعيبات الفطريات الزقية إلى عدد من الطوائف هي:
- نولكتياوات (الاسم العلمي: Neolectomycetes)
- متكيساوات (الاسم العلمي: متكيسة رئوية)
- سكيراوياوات (الاسم العلمي: سكيراوانية)
- سكيرياوات (الاسم العلمي: سكيرياوات)
- المخندقانية
- الفنجانيانية
- اللقنورانية
- الدرينانية
- العوفنانية
- الملاسانية
- السوردارانية
- الأوربلانية (الاسم العلمي: Orbiliomycetes)
- الأرثونانية (الاسم العلمي: Arthoniomycetes)
- اللابولبنانية (الاسم العلمي: Laboulbeniomycetes)
- الليشنانية (الاسم العلمي: Lichinomycetes)

## أجناس
- قائمة الأجناس التي تتبع مباشرة شعبة الفطريات الزقية

## فصائل
فصائل الفطريات التي تتبع شعبة الفطريات الزقية مباشرةً هي:
- (الاسم العلمي: Amorphothecaceae)
- (الاسم العلمي: Aphanopsidaceae)
- (الاسم العلمي: Aspidotheliaceae)
- (الاسم العلمي: Batistiaceae)
- (الاسم العلمي: Coniocybaceae)
- (الاسم العلمي: Diporothecaceae)
- (الاسم العلمي: Eoterfeziaceae)
- (الاسم العلمي: Epigloeaceae)
- (الاسم العلمي: Hispidicarpomycetaceae)
- (الاسم العلمي: Koralionastetaceae)
- (الاسم العلمي: Lautosporaceae)
- (الاسم العلمي: Mastodiaceae)
- (الاسم العلمي: Microcaliciaceae)
- (الاسم العلمي: Mucomassariaceae)
- (الاسم العلمي: Phyllobatheliaceae)
- (الاسم العلمي: Pleurotremataceae)
- (الاسم العلمي: Protothelenellaceae)
- (الاسم العلمي: Pseudeurotiaceae)
- (الاسم العلمي: Saccardiaceae)
- (الاسم العلمي: Seuratiaceae)
- (الاسم العلمي: Testudinaceae)
- (الاسم العلمي: Thelenellaceae)
- (الاسم العلمي: Thelocarpaceae)
- (الاسم العلمي: Xanthopyreniaceae)